# Liopropoma maculatum
Liopropoma maculatum là một loài cá biển thuộc chi Liopropoma trong họ Cá mú. Loài này được mô tả lần đầu tiên vào năm 1883.

## Phân bố và môi trường sống
L. maculatum có phạm vi phân bố ở Tây Bắc và Bắc Thái Bình Dương. Loài cá này được tìm thấy ở ngoài khơi quần đảo Ryukyu và dọc theo sống núi ngầm Kyushu-Palau, trải dài xuống phía nam Hàn Quốc và xuống đảo Guam ở phía nam; L. maculatum cũng được ghi nhận tại quần đảo Hawaii. L. maculatum sống ở vùng nước khá sâu, độ sâu khoảng từ 100 đến 600 m.

## Mô tả
Chiều dài cơ thể tối đa được ghi nhận ở L. maculatum là 21,7 cm.